# Patrimoine ornemental et commémoratif de Besançon
Besançon est riche des nombreuses fontaines et sculptures réparties dans différents quartiers de la ville. (voir aussi patrimoine de Besançon et liste des œuvres d'art du Doubs). Aux sculptures décoratives et commémoratives s'ajoutent les fontaines dont les plus anciennes ont perdu leur rôle social pour devenir ornementales. Des cadrans solaires, fresques et trompe-l'œil décorent aujourd'hui façades et fenêtres.

## Sculptures ornementales
| Œuvre                      | Auteur                                                  | Localisation                                 | Notes                                                        | Installation | Coordonnées                      | Illustration                                                                     |
| -------------------------- | ------------------------------------------------------- | -------------------------------------------- | ------------------------------------------------------------ | ------------ | -------------------------------- | -------------------------------------------------------------------------------- |
| Identité visuelle          | Thomas Huot-Marchand                                    | Centre d'examen du permis de conduire        |                                                              | 2005         | 47° 13′ 35″ nord, 5° 59′ 08″ est | Image manquante                                                                  |
| Lecture                    | Jean-Louis Toutain                                      | Sur l'esplanade des Droits-de-l'Homme        |                                                              | 2007         | à géolocaliser                   | Image manquante                                                                  |
| La Charité                 | Jacques Perrette                                        | Rue Goudimel                                 |                                                              | À déterminer | 47° 14′ 26″ nord, 6° 01′ 22″ est | La Charité                                                                       |
| Diversité                  | À déterminer                                            | Sur le rond-point, avenue de l'île-de-France |                                                              | À déterminer | à géolocaliser                   | Diversité                                                                        |
| Statue de la déesse Flore, | Just Becquet                                            | Sur la place Flore                           |                                                              | À déterminer | 47° 14′ 44″ nord, 6° 01′ 42″ est | Statue de la déesse Flore                                                        |
| La Mère et l'Enfant        | Bernard Jobin                                           | À l'entrée de l'hôpital Jean Minjoz (CHRU)   |                                                              | À déterminer | 47° 14′ 07″ nord, 6° 01′ 05″ est | La Mère et l'Enfant                                                              |
| Planisphère (?)            | À déterminer                                            | À déterminer                                 |                                                              | À déterminer | 47° 12′ 50″ nord, 5° 58′ 06″ est | Planisphère (?)                                                                  |
| Franche-Comté              | Paul Gonez / G. Oudot/ J. Voitot / B. Jobin / E. Gilles | Commissariat, rue de la Gare-d'Eau           |                                                              | À déterminer | 47° 13′ 58″ nord, 6° 01′ 12″ est | Franche-Comté                                                                    |
| Phébé                      | Maurice Ferrary                                         | Dans le jardin du Fort Griffon               | Représente Phébé. Également appelée Phœbé, Diane, ou Phryné. | 1921         | à géolocaliser                   | Phébé« Phoebé ou Phébé, ou Diane ou Phryné à Besançon », sur À nos grands hommes |
| Ronde bosse                | Albert Féraud                                           | Lycée Tristan-Bernard de Planoise            |                                                              | À déterminer | à géolocaliser                   | Ronde bosse                                                                      |
| Vases de Boutry            | Edgar Boutry                                            | Promenade Chamars                            |                                                              | À déterminer | 47° 14′ 05″ nord, 6° 01′ 04″ est | Vases de Boutry                                                                  |
| La croisée des vents       | Paul Gonez                                              | Fort Griffon                                 |                                                              | À déterminer | 47° 14′ 35″ nord, 6° 01′ 07″ est | La croisée des vents                                                             |

| Nom                                    | date        | Artiste(s)                                                                  | Observations | Image |
| -------------------------------------- | ----------- | --------------------------------------------------------------------------- | --- | ----- |
| L'Homme et l'Enfant                    | 2013        | Ousmane Sow                                                                 | Promenade des Glacis. L’enfant que l’homme protège de sa cape ne laisse découvrir que le bas de ses jambes et ses pieds. Le groupe sculpté se définissant comme une « œuvre universelle » : il représente « l’espoir et le devenir du monde. L’enfant qui a été protégé protégera. C’est lui qui interpellera par sa présence les nouvelles générations sur la permanence du combat que menèrent ses ancêtres », expliquait l’artiste dans son projet. |       |
| La Charité                             | vers 1740   | Jacques Perrette François Devosge (maquette)                                | Sculpture située au-dessus du portail de l'ancien hospice du Saint-Esprit, Elle représente une femme portant deux enfants et en ayant trois à ses pieds. Une inscription est gravée en dessous : « Pater enim meus et mater mea dereliquerunt me Dominus autem colligit me » ce qui signifie "Si mon père et ma mère m’abandonnent, Dieu me recueillera". Il s'agit d’une allégorie de la mission des religieux qui consistait notamment, à partir du XVIe siècle, à recueillir les orphelins. Les universitaires y voient une représentation de la mère nourricière, c’est pourquoi ils l’appellent « Alma mater ».                                                                               |       |
| Vases de Boutry                        | 1781        | Jean-Baptiste Boutry sur les dessins de l'architecte Claude-Joseph Bertrand | Promenade Chamars, deux vases en pierre, qui décoraient au XIXe siècle l'entrée du pont sur le bras intérieur du Doubs, ont été placés près du pont Canot. |       |
| Statue de la déesse Flore              | 1884        | Just Becquet                                                                | Située place Flore, dans le quartier des Chaprais, elle avait été déplacée sur la place des Tilleuls du quartier de Palente en 1950 du fait d'un réaménagement de la place, avant de retrouver son emplacement d'origine en 1999 et d'être une nouvelle fois retirée temporairement le temps des travaux du Tram. |       |
| Chevaux du Haras                       | 1955        | Frédéric Jager                                                              | Haras de Besançon, rue Louis Pergaud. Les deux statues équestres ont été commandées à l'occasion de la rénovation des grandes écuries en 1995 |       |
| L'enfant et l'Univers                  | 1972        | Georges Oudot                                                               | Œuvre destinée initialement à la maternité du bon Secours (clinique Quichon), c'est la clinique de l'Orangerie qui en a hérité. À la désaffectation de celle-ci, la municipalité de Pirey s'est portée acquéreur de l'œuvre. Haute de 4 m, la sculpture allie marbre et béton. Elle orne aujourd'hui le monument aux morts de Pirey. , |       |
| Franche-Comté                          | 1984        | Gonez/Oudot/Voitot/Jobin/Gilles                                             | Hôtel de police de Chamars. En 1984, cinq sculpteurs comtois : Paul Gonez, Georges Oudot, Jacques Voitot, Bernard Jobin et Erny Gilles, ont exprimé leur vision de la Franche-Comté et de sa végétation au travers d’une œuvre collective en bronze faite de cinq bandes verticales accolées. |       |
|                                        |             |                                                                             | Conseil général du Doubs |       |
| Phébé                                  | 1900        | Maurice Ferrary                                                             | Visible dans le jardin du fort Griffon. Cette statue en étain de Phébé fut préalablement présentée à l'exposition universelle de 1900 à Paris |       |
| La Mère et l'Enfant                    | 1973        | Bernard Jobin                                                               | Implantée en 1973 devant la maternité de l'hôpital Saint-Jacques, la statue a été transférée en 2013 à l'hôpital Jean-Minjoz |       |
| Le Minotaure                           | 2001        | Jens Boettcher                                                              | Œuvre moderne de l'artiste bisontin d'origine allemande Jens Boettcher. Il s'agit d'une sculpture - fontaine intermittente de sept mètres de hauteur en bronze spécial (8 tonnes), sortie de la fonderie de Saint-Sauveur. Elle représente un minotaure, créature mythologique mi-homme, mi-taureau, qui symbolise ici le mariage de la cité et de la rivière. Elle se trouve sur le Doubs à la pointe aval de l’île Saint-Pierre, près du pont Robert Schwint |       |
| Le Delta du Doubs                      | 1999        | François Morellet                                                           | Réalisée pour commémorer le percement du tunnel routier sous la citadelle en 1996 cette œuvre contemporaine, est composée de deux éléments : sur le rond- point de Neuchâtel du faubourg Rivotte, à l'entrée Est du tunnel, un triangle équilatéral métallique dont la pointe s'enfonce dans le sol et deux jets d'eau sortant des deux sommets du triangle se trouvant en hauteur; du côté ouest de la citadelle, sur le rond-point de Huddersfield-Kirklees au faubourg Tarragnoz, un triangle métallique identique dont la pointe se dirige bers le ciel, un jet d'eau s'échappant par l'arrière vers la base du triangle. Le "trajet" ainsi symbolisé va de l'amont vers l'aval de la rivière. |       |
| Lecture                                | 2007        | Jean-Louis Toutain                                                          | Sur l'esplanade des Droits de l'Homme. Représente un couple en train de lire. L'homme est assis et la femme est penchée sur son épaule. |       |
| L'Hiver                                | 1925        | Hippolyte Lefebvre                                                          | Statue en marbre de provenant du dépôt des marbres de Paris et installée en 1925 dans le square Élisée Cusenier. Elle porte deux surnoms : « la Charlotte », car le maire de l’époque était Charles Krug, et « la Frileuse », car elle est chaudement vêtue. |       |
| La Main et l'Esprit                    | 2007        | Georges Oudot                                                               | Lycée Louis Pergaud |       |
| L'enseignement de l'École d'Horlogerie | 1928 à 1932 | André Boucton et Lucien Rivet                                               | Lycée Jules Haag, ex école d'Horlogerie Ces six hauts reliefs représentent les domaines enseignés à l'école d'Horlogerie : horlogerie, bijouterie, électricité, mécanique, dessin industriel et sciences fondamentales. |       |

## Monuments commémoratifs
| Œuvre                                    | Auteur                                 | Localisation                                             | Notes | Installation                                                     | Coordonnées                      | Illustration                             |
| ---------------------------------------- | -------------------------------------- | -------------------------------------------------------- | --- | ---------------------------------------------------------------- | -------------------------------- | ---------------------------------------- |
| L’Apothéose de Victor Hugo               | Just Becquet                           | Dans le parc Granvelle                                   | | 1902                                                             | 47° 14′ 06″ nord, 6° 01′ 35″ est | Statue de Victor Hugo                    |
| Buste d'Henri Bouchot,                   | Georges Saupique                       | Dans le square Bouchot                                   | Représente Henri Bouchot. L'original en bronze, réalisé par Armand Bloch en 1907 est fondu sous le régime de Vichy, dans le cadre de la mobilisation des métaux non ferreux.                                             | 1946                                                             | 47° 14′ 37″ nord, 6° 01′ 19″ est | Buste d'Henri Bouchot                    |
| Buste de Just Becquet                    | Henri-Léon Gréber                      | Dans le parc Micaud                                      | Représente Just Becquet. | 1909                                                             | 47° 14′ 31″ nord, 6° 01′ 49″ est | Buste de Just Becquet                    |
| Buste de Théobald Chartran               | Georges Laëthier                       | Sur la place du Théâtre                                  | Représente Théobald Chartran. L'original et l'allégorie féminine devant le piédestal, réalisés par Victor Segoffin en 1910 sont fondus sous le régime de Vichy, dans le cadre de la mobilisation des métaux non ferreux. | 1948                                                             | 47° 14′ 05″ nord, 6° 01′ 35″ est | Buste de Théobald Chartran               |
| Monument à Adolphe Veil-Picard           | Alfred Boucher                         | Sur la place Granvelle                                   | | 1924                                                             | 47° 14′ 06″ nord, 6° 01′ 31″ est | Monument à Adolphe Veil-Picard           |
| Buste de Louis Duplain                   | Just Becquet                           | Rue de la Convention, à côté de la cathédrale Saint-Jean | | 1930                                                             | 47° 14′ 02″ nord, 6° 01′ 52″ est | Buste de Louis Duplain                   |
| Monument à Louis Pergaud,                | Antoine Bourdelle                      | Dans le parc Micaud                                      | Représente Louis Pergaud. | 1932                                                             | 47° 14′ 29″ nord, 6° 01′ 55″ est | Monument à Louis Pergaud                 |
| Buste d'Élisée Cusenier                  | Georges Laëthier                       | Dans le square Cusenier                                  | | 1934                                                             | 47° 14′ 28″ nord, 6° 01′ 39″ est | Buste d'Élisée Cusenier                  |
| Monument à Hilaire de Chardonnet         | Maurice Boutterin, René de Chateaubrun | Entrée du pont de la République                          | Représente Hilaire de Chardonnet. | 1936                                                             | 47° 14′ 33″ nord, 6° 01′ 44″ est | Monument à Hilaire de Chardonnet         |
| Statue de Victor Hugo                    | Ousmane Sow                            | Sur l'esplanade des Droits-de-l'Homme                    | Représente Victor Hugo. | 2003                                                             | 47° 14′ 10″ nord, 6° 01′ 20″ est | Image manquante                          |
| L'Arroseur arrosé                        | Pascal Coupot                          | Bibliothèque Pierre Bayle                                | | 2007                                                             | 47° 14′ 26″ nord, 6° 01′ 34″ est | L'Arroseur arrosé                        |
| Statue de Sébastien Le Prestre de Vauban | Pierre Duc                             | Dans la citadelle                                        | Représente Sébastien Le Prestre de Vauban. | 2007                                                             | 47° 13′ 52″ nord, 6° 01′ 56″ est | Statue de Sébastien Le Prestre de Vauban |
| Buste de Bon-Adrien Jeannot de Moncey    | Camille Demesmay                       | Fort des Justices                                        | Représente Bon-Adrien Jeannot de Moncey. | 2008                                                             | 47° 13′ 51″ nord, 6° 01′ 40″ est | Buste de Bon-Adrien Jeannot de Moncey    |
| Statue de Claude de Jouffroy d'Abbans    | Pascal Coupot                          | Pont Battant                                             | Représente Claude de Jouffroy d'Abbans. | 2014                                                             | 47° 14′ 23″ nord, 6° 01′ 14″ est | Statue de Claude de Jouffroy d'Abbans    |
| Statue de Claude de Jouffroy d'Abbans    | Jean Jégou                             | Dans le jardin des Senteurs                              | Représente Claude de Jouffroy d'Abbans. | 1951 et 1986 pour la position actuelle (rotation d'un demi-tour) | 47° 14′ 33″ nord, 6° 01′ 38″ est | Statue de Claude de Jouffroy d'Abbans    |

| Nom                                                                    | date                                        | Artiste(s)                                                                                | Observations | Image |
| ---------------------------------------------------------------------- | ------------------------------------------- | ----------------------------------------------------------------------------------------- | --- | ----- |
| Buste de Louis Duplain, poète                                          | 1930                                        | Just Becquet                                                                              | À l'angle de la rue de la Convention et de la rue du Chapitre |       |
| Statue de Louis Pergaud, poète et romancier                            | 1930                                        | Antoine Bourdelle                                                                         | Promenade Micaud. Les titres de certains des romans de Louis Pergaud ont été gravés sur le socle. Ce monument en bronze représentant Pergaud en poilu, ne fut pas fondu par les Allemands à la suite d'une requête du maire de l’époque, Henri Bugnet. Certains y virent à tort une faveur accordée aux francs-maçons Remisée jusqu’à la libération, la statue fut ensuite réinstallée. |       |
| Statue d'Adolphe Veil-Picard, bienfaiteur                              | 1924                                        | Alfred Boucher                                                                            | Composition due à Alfred Boucher, située promenade Granvelle. Elle est en marbre de Carrare ; le groupe allégorique surmonté de la statue d'Adolphe Veil- Picard a été sculpté dans la carrière à partir d’un bloc de 7 tonnes et posé sur un socle en granit rouge de Bretagne. La face avant représente la ville instruisant un enfant ; une face latérale représente deux vieillards sollicitant la Charité ; la seconde face latérale symbolise le commerce que V.P. développa ; à l’arrière un Triton verse l’eau d’une urne, rappelant que V.P. fit des dons pour financer la distribution de l’eau dans les quartiers. |       |
| Buste d'Henri Bouchot, conservateur et membre de l'Institut            | 1907 /1946                                  | Armand Bloch puis Georges Saupique (copie)                                                | Square Henri Bouchot. Le buste originel en bronze a été fondu durant l'Occupation. C'est une copie en pierre qui le remplace, œuvre de G. Saupique, gendre de Bouchot. |       |
| Statue de Jeanne d'Arc                                                 |                                             | Copie d'une sculpture de Marie d'Orléans de 1837                                          | Sculpture de Jeanne d'Arc derrière les grilles de l'hôtel particulier dit Le magasin de sel, 9 rue Chifflet |       |
| Buste d'Adrien de Moncey, premier inspecteur général de la Gendarmerie |                                             | Camille Demesmay                                                                          | Buste en marbre de Bon-Adrien Jeannot de Moncey dans la cour de la Gendarmerie de Tarragnoz jusqu'en mars 2018 ; au mémorial de la gendarmerie du fort des Justices depuis cette date. |       |
| Monument à Théobald Chantran, peintre                                  | 1910/19..                                   | Victor Segoffin(buste et muse) puis Georges Laëthier (copie du buste)                     | Promenade Granvelle Le régime de Vichy ayant fait déposer le buste ainsi que la muse pour les fondre, c'est une copie du buste seul qui a été faite après-guerre. |       |
| Buste d'Élisée Cusenier, industriel et bienfaiteur des pauvres         | 1934                                        | Georges Laëthier Maurice Boutterin (piédestal).                                           | Située dans le square éponyme des remparts dérasés. Copie du buste par Laëthier, l'original ayant été fondu durant l'Occupation |       |
| Buste de Louis Bersot bienfaiteur.                                     |                                             | Just Becquet                                                                              | 6 rue d'Alsace devant la crèche qu’il avait financée et qui porte son nom (initialement crèche Saint-Paul) |       |
| L’Apothéose de Victor Hugo                                             | 1902                                        | Just Becquet                                                                              | Située sur la promenade Granvelle, cette sculpture de Victor Hugo assis fut inaugurée à l'occasion du centenaire de la naissance de l'écrivain. |       |
| Monument à Just Becquet sculpteur                                      | 1909                                        | Henri-Léon Gréber                                                                         | Buste en marbre de Just Becquet situé dans le parc Micaud. |       |
| Statue de Proudhon, philosophe                                         | 1955                                        | Georges Oudot                                                                             | Mémorial à Pierre-Joseph Proudhon, rue Général Sarrail |       |
| Monument au comte Hilaire de Chardonnet, inventeur et industriel       | 1936                                        | Architecture de Maurice Boutterin ; sculptures de René de Chateaubrun et Georges Laëthier | Situé promenade d'Helvétie près du pont de la République. Une fontaine, aujourd'hui à sec, occupe le bas du monument à Hilaire de Chardonnet. Un buste de l'inventeur est placé au sommet du mémorial |       |
| Statue de Jouffroy d'Abbans                                            | 1946                                        | Jean Jegou                                                                                | Statue en béton qui remplaça celle en bronze de la place Jouffroy d'Abbans fondue durant la Seconde Guerre mondiale. Elle se trouve avenue d'Helvétie depuis 1951, dans le Jardin des Senteurs. Le piédestal est celui de la première statue |       |
| Statue de Jouffroy d'Abbans                                            | 1998 (Quai Veil-Picard) 2015 (Pont Battant) | Pascal Coupot                                                                             | Initialement implantée quai Veil-Picard puis déplacée sur le nouveau pont Battant en 2015, cette statue en bronze patiné, fixée à même le sol, représente en taille réelle le marquis Jouffroy d'Abbans, inventeur des bateaux à vapeur, face à la rivière. |       |
| Statue de Victor Hugo                                                  | 2003                                        | Ousmane Sow                                                                               | Elle est située sur l'Esplanade des Droits de l'Homme. Créée pour la Journée mondiale du refus de la misère à la demande de Médecins du Monde, elle fut commandée par la ville à l'occasion du bicentenaire de la naissance de Victor Hugo et installée le 17 octobre 2003. C'est une statue de bronze de 2,30 mètres de hauteur représentant l'écrivain avec une main dans la poche et l'autre main tenant une montre qu'il regarde. Besançon possède le bronze no 1 de cette œuvre, une copie se trouvant au Sénat à Paris. En 2022, la statue est restaurée avec une couleur de peau foncée ce qui provoque une polémique. La veuve d'Ousmane Sow, qui pas été prévenue par la ville de cette modification, proteste contre ce « visage noir » que n’aurait jamais voulu l'artiste,. La statue est dégradée peu de temps après, les passants découvrant le visage du grand écrivain blanchi. |       |
| L'arroseur arrosé                                                      | 2007                                        | Pascal Coupot                                                                             | Elle rend hommage aux frères Lumière en représentant une scène de leur film L’Arroseur arrosé, première fiction et premier film comique. |       |
| Statue de Vauban                                                       | 2007                                        | Pierre Duc                                                                                | Située dans le parc de la citadelle, elle a été inaugurée en 2007 pour la célébration du tricentenaire de la mort de l'ingénieur militaire Vauban. Cette œuvre en bronze mesure trois mètres et pèse une tonne. L'ingénieur est représenté debout, le pied droit posé sur une pierre de Chailluz et tenant entre ses mains un plan. Le socle de la statue est une carte de France où sont figurés tous les lieux fortifiés par Vauban. Des outils reposent à ses pieds. |       |
| Le Cerf-volant                                                         | 1975                                        | Bernard Jobin                                                                             | Dans le jardin du groupe scolaire de la Grette. Sculpture de 2,5 m réalisée en cuivre martelé et soufflé à l’autogène. |       |
| Statue d'Henriette de Crans                                            | 2021                                        | Anne-Valérie Dupond                                                                       | Située dans le parc Chamars, au milieu de l'allée de platanes coté Doubs, elle représente la première femme franc-comtoise brûlée vive en 1432 pour crime de sorcellerie |       |
| Buste en hommage à Colette                                             | 2023                                        | Nathalie Talec                                                                            | Situé sur le parvis de la gare de Besançon, ce buste intitulé "Le visage humain fut toujours mon grand paysage" rend hommage à Colette pour le 150ème anniversaire de sa naissance. Le foulard de l'écrivaine est imprimé de tampons et passeports, symbolisant son goût pour les voyages. Sur son épaule, un chat rappelle son amour pour ces animaux. |       |
| Groupe en hommage à Jenny d'Héricourt                                  | 2025                                        | Lili Reynaud Dewar                                                                        | Place de la Révolution, ce groupe de 4 femmes est composé d'une sage-femme, une écrivaine, une enseignante et une militante. Avec leurs visages, recouvert d’un masque à l’effigie de Jenny d’Héricourt, elles rappellent les 4 combats de la militante émancipée et émancipatrice. |       |

Outre les bustes de Chantran et Bouchot et la statue de Jouffroy d'Abbans, d'autres œuvres en bronze ont été déboulonnées sur ordre de Vichy durant l'occupation pour en récupérer les métaux (cuivre, étain...), notamment celles de Proudhon et des généraux Pajol et Jeanningros. La statue du général Pichegru a été détruite par les révolutionnaires en 1830 et celle du cardinal Antoine Perrenot de Granvelle a rejoint Ornans en 1952.

### Monuments aux morts
| Œuvre                     | Auteur        | Localisation         | Notes | Installation | Coordonnées                      | Illustration              |
| ------------------------- | ------------- | -------------------- | ----- | ------------ | -------------------------------- | ------------------------- |
| Le Témoin                 | Georges Oudot | Dans la citadelle    |       | 1950         | 47° 13′ 46″ nord, 6° 02′ 06″ est | Le Témoin                 |
| Sentinelles de la mémoire | Jorge Soler   | Promenade des glacis |       | 1993         | 47° 14′ 43″ nord, 6° 01′ 14″ est | Sentinelles de la mémoire |

| Nom                                                                          | date                    | Artiste(s)                                                                                    | Observations | Image |
| ---------------------------------------------------------------------------- | ----------------------- | --------------------------------------------------------------------------------------------- | --- | ----- |
| Monument aux morts de la Première Guerre mondiale                            | 1924 Viotte 2013 Glacis | Maurice Boutterin (monument de 1924) Paul Gasq, Georges Laëthier, Albert Pasche, Ousmane Sow. | Implanté initialement sur l'esplanade de la gare Viotte, ces 3 statues ont été transférées promenade des Glacis. Une quatrième due à Ousmane Sow a été ajoutée. Il rend hommage aux 1 531 Bisontins tués durant la Première Guerre mondiale                      |       |
| Mémorial aux victimes des camps de concentration                             |                         |                                                                                               | Monument aux victimes des camps de concentration À l'entrée du cimetière des Chaprais |       |
| Monument à la IIIe division américaine qui libéra Besançon en septembre 1944 |                         |                                                                                               | Située sur l'esplanade en contrebas du fort Chaudanne |       |
| Notre-Dame de la Libération                                                  | 1949                    | Henri-Paul Rey                                                                                | Sur le site du fort de l'est des Buis, la statue de Notre-Dame de la Libération, haute se sept mètres surmonte une crypte à la mémoire des 5 500 Franc-Comtois du diocèse de Besançon, civils, résistants et militaires, tués durant la Seconde Guerre mondiale. |       |
| Le Témoin (résistants et déportés durant la IIe guerre mondiale)             | 1950                    | Georges Oudot                                                                                 | Dans l'enceinte de la Citadelle, à proximité du musée de la Résistance et de la Déportation, cette sculpture a été érigée en mémoire des 100 résistants fusillés à la Citadelle durant la Seconde Guerre mondiale. La ville l'a installée en 1969.               |       |
| Mémorial aux fusillés de la Citadelle                                        | 1954                    | Jean Gilles                                                                                   | Au bord de la rue montant à la Citadelle |       |
| Monument aux morts des Français d'Outre-Mer                                  | 1975                    | Georges Oudot                                                                                 | Située dans la promenade des Glacis |       |
| Les Sentinelles de la Mémoire                                                | 1993                    | Jorge Soler                                                                                   | Inaugurée par le président François Mitterrand le 28 septembre 1993, cette sculpture a été érigée en hommage aux combattants étrangers. Elle se trouve dans la promenade des Glacis.                                                                             |       |

## Fontaines
| Nom                          | Localisation                                                                   | Historique | Image |
| ---------------------------- | ------------------------------------------------------------------------------ | --- | ----- |
| Fontaine des Carmes          | 88, Grande rue.                                                                | La fontaine des Carmes a été réalisée au cours du XVIe siècle, ce qui en fait la plus ancienne de la cité et la dernière des structures primitives. Il s'agit d'une niche comprenant une statue qui représente Neptune chevauchant un dauphin et armé de son trident, œuvre réalisée par Claude Lullier entre 1564 et 1566, qui se serait inspiré du 3e duc d'Albe. De nos jours le trident de Neptune a disparu, et son bras droit a été entièrement refait après avoir été vandalisé à plusieurs reprises. La fontaine et la façade de l'immeuble attenante font l’objet d’un classement au titre des monuments historiques depuis le 11 novembre 1922. |       |
| Fontaine Saint-Quentin       | Place Victor-Hugo, à côté de la porte Noire                                    | Une structure de distribution aurait existé vers 70, alimentée par un réseau entre le bassin du square Castan, un réservoir annexe à proximité de la cathédrale Saint-Jean, et la Tour Saint-Quentin au numéro 128-130 de la Grande rue. Une première fontaine y fut établie durant le XVIe siècle, son emplacement d'origine étant au même endroit, et fut ornée d'une nymphe en marbre rouge de Sampans de Claude Lullier en 1579. Elle fut déplacée place St Quentin en 1698, d'où son nom de fontaine Saint-Quentin, et redressée sur les plans de Philippe Boisson mais on ne retrouva pas sa statue. L'actuelle sculpture est une œuvre contemporaine de Jens Boettcher intitulée la Source, qui est un buste de femme enceinte dépourvue de visage et de bras, mis en place en 1997.La place s'appelle aujourd'hui Victor Hugo. |       |
| Fontaine Bacchus             | Sur la place éponyme au cœur du quartier de Battant.                           | La fontaine est construite au cours du XVIe siècle et ornée d'une statue de Bacchus par Claude Lullier en 1579, afin de rappeler la connotation vigneronne du secteur. Après plusieurs déplacement de la fontaine la statue est endommagée, finissant par disparaître. Il ne reste plus que son buste en pierre mutilé, sans bras ni tête, actuellement conservé au Musée des beaux-arts et d'archéologie de Besançon. La structure est reconstruite au XIXe siècle probablement par l'architecte Alphonse Delacroix, lui donnant un système de vasques sur une hauteur d'environ cinq mètres, l'eau s'écoulant de l'une à l'autre aujourd'hui en circuit fermé. |       |
| Fontaine de l'hôtel de ville | Façade principale de l'hôtel de ville, donnant sur la place du Huit Septembre. | Une fontaine publique existait déjà en 1541, mais avec la construction du bâtiment elle est modifiée en 1566 en une niche sur la façade droite, sur instructions du Magistrat de la cité et inaugurée le 22 août de cette année. Elle comportait une statue de bronze représentant Charles Quint (d'où son nom jusqu'au XXe siècle), chevauchant un aigle à deux têtes. Cette statue disparut en 1792 car fondue avec les cloches de la ville pendant la période post révolutionnaire. Une nouvelle structure est créée en 1854, c'est alors un bassin d'où s'élève un piédestal octogonal comprenant des dauphins soutenant une vasque, avec un génie au centre comportant une coquille sur la tête, d'où l'eau s'écoule. L'ensemble fut supprimé au début du XXe siècle car la vasque gênait le passage du tramway, puis remplacé par un jet d'eau en 1975. En juin 2021, un "enfant à la coquille" a été installé dans la niche du bâtiment, en remplacement du modèle du XIXe siècle. Très proche de celui-ci et d'une meilleure facture, il provient de la fonderie Durenne à Sommevoire (Haute-Marne). |       |
| Fontaine des Clarisses       | 4, rue Mégevand, attenante à l'ancien couvent des Clarisses.                   | La fontaine des Clarisses fut réalisée en 1698 en pierre calcaire de deux teintes, après autorisation accordée aux sœurs par la Municipalité malgré de fortes tensions entre les deux groupes. Au centre, il y a une niche carrée comportant un masque de lion égyptien d'où l'eau jaillit dans le bassin. Il est supporté par des consoles et des touffes de roseaux, que surmonte une corne d'abondance. La fontaine comporte deux bas-reliefs qui l'encadrent : à gauche une représentation du trident de Neptune et du palmier de patience, et à droite ce même palmier ainsi qu'un sceptre religieux orné d’une croix. Le tout est terminé par un entablement simple d'ordre dorique. La fontaine a été déplacée et reconstruite telle-quelle par Charles-François Longin en 1755. Elle est encore intacte, ce qui en fait l'une des structures françaises de ce type les mieux conservées pour cette époque. Elle fait d'ailleurs l’objet d’une inscription au titre des monuments historiques depuis le 22 juillet 1935. |       |
| Fontaine du Collège          | Façade principale du collège Victor-Hugo, donnant sur la rue du Lycée.         | La fontaine du Collège fut édifiée en 1732 par Claude Baron contre le mur du collège des Jésuites, composée d'une niche centrale nue au centre de deux colonnettes. Elle fut dotée d'un buste de Louis Pasteur datant de 1899, rappelant le passage du célèbre élève puis professeur dans l'établissement. Celui-ci fut inauguré le 17 août 1902, juste après la révélation de la statue de Victor Hugo place Granvelle pour le centenaire de la naissance de l'écrivain, en présence de 800 personnes. |       |
| Fontaine du Doubs            | Angle de la rue Ronchaux et de la rue Mégevand                                 | L' édification de la fontaine du Doubs commence en 1747 et se termine en 1751, par le sculpteur Jacques Perrette selon les plans de Charles-François Longin, à partir d'une maquette de François Desvosge III et sous l'entreprise de Joseph Nodier, grand-père de Charles Nodier. Il s'agit d'une façade ornée de bossages vermiculés créant l'encadrement d'une niche, et contenant une statue de Neptune représentant le Doubs. Sa main droite détient une rame, attribut de la navigation, tandis que son bras gauche repose sur l'urne qui verse l'eau dans le bassin. La corniche est couronnée par la gravure d'un vase d'où s'échappent deux branches de lys soutenues par un ange de chaque côté. La partie supérieure de cette décoration aboutit en un attique qui lui sert d'appui. La fontaine a été récemment restaurée avec minutie. Elle fait l’objet d’un classement au titre des monuments historiques depuis le 16 août 1921. |       |
| Fontaine des Dames           | 8, rue Charles Nodier, à l'angle de la préfecture du Doubs.                    | Les plans de la fontaine des Dames furent réalisés par l'architecte Claude Joseph Alexandre Bertrand. Elle a été sculptée en 1785 par Luc Breton. Il s'agit d'un cadre comportant une sculpture représentant deux dauphins entrelacés supportant un coquillage sur lequel trône une sirène en bronze. La partie supérieure se termine par un entablement dorique, orné de trygliphes et d'une table de marbre où est inscrite la date de construction MDCCLXXXV. Ce même entablement supporte un écusson encadré par un cartouche gracieusement contourné et surmonté d'une couronne de lauriers. La sirène est une œuvre de Claude Lullier réalisée au cours du XVIe siècle. Elle était située dans la cour du palais Granvelle. De fins jets d'eau s'échappent de ses glandes mammaires. Mais il s'agit maintenant d'une copie, l'original étant conservé au musée du Temps. Le nom de la fontaine vient de l'ancienne chapelle des Dames de l'Immaculée-Conception qui se trouvait à cet endroit. La fontaine fait l’objet d’un classement au titre des monuments historiques depuis le 16 août 1921. |       |
| Lavoir de Planoise           | Chemin du Cerisier, au bord de la butte Saint-Laurent                          | Planoise-Châteaufarine était un secteur essentiellement agricole, ne disposant pas du réseau moderne avant la fin du XIXe siècle. Un projet de construction a été réalisé dès 1812 pour faire de la source du Cerisier un abreuvoir, mais la ville n'y donne pas suite. En juillet 1842, les riverains adressent une pétition au maire afin de « réaliser une structure pour cette source très abondante dont les eaux se perdent faute d'être réunies et conduites dans un bassin. » Le voyer de la ville se rend sur place afin de voir la situation, et constate que de petites réalisations sont déjà mises en place, s'agissant alors de d'une cuve dont l'eau coule par un conduit en bois, construction réalisée pour le bétail par des habitants sous l'impulsion du Sieur Jean Courlet. Un projet voit alors le jour, prévoyant un abreuvoir de 17 mètres de long, et un petit lavoir à lessive pour dix à douze blanchisseuses, ainsi qu'un château d'eau pour préserver la source. Après quelques modifications des plans, l'ensemble est construit en 1843. Malheureusement dès 1903 sont signalés des tarissements de la source surtout en période de sécheresse, ce qui amène les habitants à une demande d'adduction d'eau et à l'abandon progressif du site. L'édifice fut restauré en 1996, plusieurs bancs ont été installés, ce qui lui donne désormais une connotation de lieu convivial. |       |
| Fontaine à tête de Lion      | Angle de la rue des Granges et de la rue François-Louis Bersot                 | Elle fut édifiée en 1844, afin de remplacer deux anciennes structures : la fontaine de la rue Saint-Paul, et la fontaine Baron. Elle se caractérise par sa tête de Lion, d'où l'eau jaillit de la gueule. |       |
| Fontaine Marulaz             | Place Marulaz dans le quartier de Battant                                      | Il s'agit à la base d'une structure ancienne, qui fut totalement remodelée par Alphonse Delacroix en 1854. Elle comprend plusieurs vasques de bronze, coulées dans les forges de Pusey en 1855, avec des gravures de diables joviaux, d'où l'eau s'écoule pour être recueillie dans un bassin en pierre de plus de six mètres de large. |       |
| Fontaine Saint-Jean          | Réservoir Saint-Jean, rue du Cingle                                            | La fontaine a été aménagée dans un mur du réservoir Saint-Jean du château d'eau de la source d'Arcier, construit en 1854. Ce château d'eau est alimenté depuis cette date par les eaux de la source d'Arcier via un aqueduc qui emprunte le même itinéraire que l'aqueduc gallo-romain en service entre les IIe et Ve siècles. Autrefois alimentée directement par l'eau du réservoir, la fontaine ne coule plus aujourd'hui, sans doute pour des raisons d'économie ou de sécurité. |       |
| Fontaine des eaux d'Arcier   | Au centre de la place de la Révolution                                         | La fontaine des eaux d'Arcier. Elle fut remaniée en 1854 par Alphonse Delacroix, dans le cadre du retour à Besançon des eaux captées au village d'Arcier. Elle était à la base composée d'un immense bloc de trente tonnes et de dix mètres de hauteur, amené des carrières de Velesmes par bateau et taillé sur place, constituant le bassin final. De forme triangulaire tronqué, le soubassement sert d'appui à trois vasques recevant plusieurs jets d'eau partant des trois consoles ajustées en forme d'empattement au pied de la vasque principale, d'où jaillit au centre une gerbe d'eau s'écoulant par la gueule de trois mascarons. Mais la structure s'effondre sous la pression du gel le 10 avril 1860, ce qui amène à une modification de la partie basse seulement. Sur les trois faces que comporte la vasque sont indiqués des dates en rapport avec l'aqueduc de Besançon, ainsi que les personnes ayant participé à ce projet. Elle fut restaurée en 2004 avec l'ensemble de la place, recentrée, et constitue aujourd'hui l'une des plus belles et des plus célèbres fontaines de la cité. |       |
| Fontaine de Chamars          | Promenade Chamars, à l'ouest de la Boucle                                      | Cette fontaine fut aménagée avec son jet d'eau en 1855, et comprenait un bassin bien plus large mais celui-ci fut supprimé en 1967 pour permettre la construction de l'avenue et du pont Charles-de-Gaulle. |       |
| Cascade Granvelle            | Promenade Granvelle                                                            | La cascade Granvelle fut construite en 1860, dans le cadre de l'Exposition internationale qui s'est déroulée de juin à octobre 1860 place de la Révolution. Œuvre du paysagiste Brice Michel, c'est un ensemble hydraulique conjuguant maçonnerie en rocaille et végétation, typique du XIXe siècle. Elle fut installée au cœur de la promenade Granvelle en 1864, puis de nouveau déplacée en 1884 à son emplacement actuel au fond à la suite de l'agrandissement du site. Elle fut rénovée en 2004. |       |
| Fontaine de Diane            | Square Saint-Amour                                                             | La fontaine de Diane est installée au square Saint-Amour, site spécialement aménagé dans ce nouveau secteur et inauguré en 1864. Cette statue en fonte est copiée sur la Diane de Gabies exposée au musée du Louvre. Son socle est cannelé et comporte quatre têtes de lions qui crachent de l'eau. Son eau est potable. |       |
| Fontaine des Époisses        | Dans un parc près de la rue de Franche-Comté à Planoise.                       | Cette borne-fontaine en fonte, a été réalisée en 1874. Sur la face avant de la fontaine sont gravées les armoiries de Besançon :son blason surmonté de la phrase Utinam / Plaise à Dieu, sa devise. La date est ornée d'une branche d'oliviers. |       |
| Cascade Micaud               | Parc Micaud                                                                    | La cascade est partie intégrante du parc, qui fut inauguré en 1844 après les travaux d'Alphonse Delacroix. C'est lors de modifications en 1883 pour aménager la gare de la Mouillère, que l'avenue Droz située juste à côté est créée, et dont la surélévation entraîne la mise en place d'un talus. Celui-ci sera agrémenté de rochers artificiels afin d'y mettre une cascade ainsi qu'un bassin. L'ensemble a été récemment restauré. |       |
| Fontaine de Velotte          | Carrefour principal de la rue de Velotte                                       | La fontaine de Velotte est située rue de Velotte près du principal carrefour du quartier. Elle est surmontée d'un crucifix. |       |
| Fontaine de l'État Major     | Place Jean-Cornet, adossée sur l'ancien hôtel de la Vicomté                    | La construction du pont de Bregille en 1698 permit l'alimentation du centre-ville par les sources du vallon de Bregille. Trois nouvelles fontaines, dont celle-ci, voient alors le jour. Charles-Joseph Foresse édifia à partir de 1736, contre un mur de l'hôtel de la Vicomté, une fontaine-monument, inaugurée trois ans plus tard. Elle était notamment décorée d'un groupe de dauphins en bronze, réalisé par Louis Jacques Herpin. Non entretenue, et fortement dégradée, elle fut déconstruite après la Révolution et remplacée en 1900 par la fontaine actuelle dite de l'État-Major, car la place s'appelait alors ainsi. Sur les plans de d'Étienne Bernard Saint-Ginest, le sculpteur Albert Pasche réalisa ce véritable petit édifice arborant sur son fronton l'une des devises de la ville : Utinam. Elle était pourvue à l'origine d'un urinoir. La fontaine a été inscrite à l'inventaire des monuments historiques par arrêté du 21 octobre 1937. |       |
| Fontaine Wallace             | Parc Granvelle                                                                 | La fontaine Wallace, du nom d'un philanthrope britannique, a été mise en place dans le parc Granvelle en 1884. Il s'agit ici du modèle avec quatre cariatides inspiré de la fontaine des Innocents. C'est Charles Auguste Lebourg qui l'a sculptée et le Val d'Osne qui l'a fondue. |       |
| Fontaine nymphée             | Parc Chamars, derrière l'Hôtel de Police                                       | La source provient d'une nappe phréatique, et permet d'alimenter le large bassin de la Gare d'eau par une petite rivière qui la rejoint. L'eau jaillit par une sculpture abstraite avec des découpes et cassures dont la forme générale rappelle les urnes renversées de la Saline royale d'Arc-et-Senans . Mise en place à l'initiative du conseil général du Doubs en 1975, c'est Paul Gonez qui signe cette œuvre. |       |
| Bassin-fontaine de la mairie | Esplanade des Droits de l'Homme, près de la Mairie                             | Ce bassin-fontaine a été créé en 1992, lors du réaménagement de la cour arrière de la Mairie de Besançon. Elle est alimentée grâce à une nappe d'eau originaire de l'assèchement permanent du parking de la Mairie, situé en souterrain. |       |

## Œuvres disparues ou retirées
| Œuvre                                       | Auteur                      | Localisation               | Notes | Installation | Coordonnées    | Illustration |
| ------------------------------------------- | --------------------------- | -------------------------- | --- | ------------ | -------------- | --- |
| Statue du général Pierre Claude Pajol,      | Charles Pierre Victor Pajol | Dans le parc Chamars       | Représentait Pierre Claude Pajol. Fondue sous le régime de Vichy, dans le cadre de la mobilisation des métaux non ferreux.                                                   | 1864         | à géolocaliser | Image manquante |
| Fontaine de Flore,                          | Just Becquet                | Sur la place Flore         | Retirée en 1950. | 1883         | à géolocaliser | Fontaine de Flore, |
| Statue de Pierre Joseph Jeanningros,        | Léon Lafauche               | Promenade des Glacis       | Représentait Pierre Joseph Jeanningros. Érigé sur la lunette 41 des Glacis en 1909. Fondue sous le régime de Vichy, dans le cadre de la mobilisation des métaux non ferreux. | 1926         | à géolocaliser | Statue de Pierre Joseph Jeanningros« Monument à Pierre Jeanningros à Besançon », sur À nos grands hommes,« Monument à Pierre Jeanningros à Besançon », sur e-monumen |
| Buste de l'amiral Ulysse Auguste Devarenne, | Jean-André Delorme          | Dans le square Saint-Amour | Représentait Ulysse Auguste Devarenne. Fondu sous le régime de Vichy, dans le cadre de la mobilisation des métaux non ferreux.                                               | 1896         | à géolocaliser | Image manquante |

## Trompe-l'œil et fresques murales
Trompe-l'œil de Gustave Courbet : place Victor-Hugo, un trompe-l'œil situé dans l'encadrement d'une fenêtre fait croire à une fenêtre à carreaux ouverte qui laisse apparaître le peintre Gustave Courbet en train de peindre un tableau posé sur un chevet.
Trompe-l'œil de Victor Hugo : une peinture semblable représentant une fenêtre ouverte laisse apparaître un tableau du célèbre poète suspendu à un mur. On l'aperçoit place Victor-Hugo.
Trompe-l'œil de Pasteur: on y voit Louis Pasteur tenant des flacons dans son laboratoire.
Trompe-l'œil des Frères Lumière : place Victor-Hugo également, sur l'immeuble où sont nés les Frères Lumière, un trompe-l’œil faisant apparaître une caméra.
'Trompe-l'œil « la Denise »: dans le quartier Battant, au bas de la rue du Petit Charmont, on peut apercevoir, sur une fenêtre du premier étage, une grand-mère arrosant un bac à fleurs. Cette peinture est un hommage à Denise, une habitante du quartier qui vivait seule avec son chien jusqu'à sa mort en octobre 1996 à 70 ans. Elle a tenu une "gargote" au 6 rue du grand Charmont jusqu'au milieu des années 1970. Gouailleuse et gaie, elle nourrissait les nécessiteux. Son bar était fréquentée par des étudiants de gauche ; Thiéfaine y avait ses habitudes. Le trompe-l'œil date de 2004 et est dû au peintre-décorateur Sophie Magos.
Trompe-l'œil du chat : dans le quartier Battant également, sur le haut de la rue du Grand Charmont, on peut voir un chat posé devant une fenêtre et observant la rue ainsi qu'un oiseau en cage. Peint par l'artiste Valot Degueurce.
Le chef d'orchestre : à l'angle de l'avenue Cusenier et de la rue Jean-Petit, une grande façade montre à première vue un chef d'orchestre qui ne couvre qu'une infime partie du mur. Cependant, selon l'orientation avec laquelle on observe le mur, un joueur de flûte couvrant tout le mur apparaît en filigrane. Cette fresque a été réalisée par J.M. Pierret.

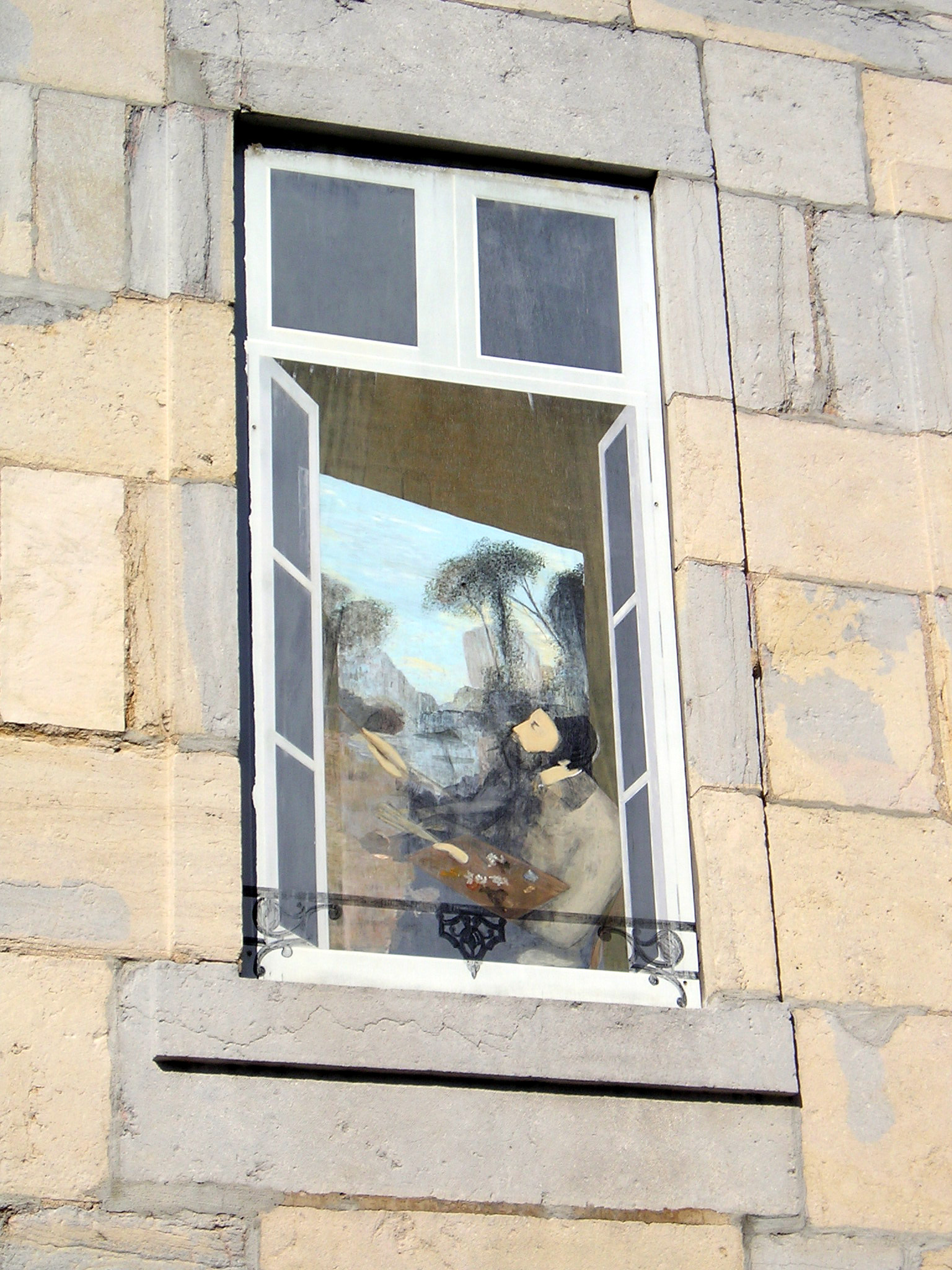
Trompe-l'œil de Gustave Courbet
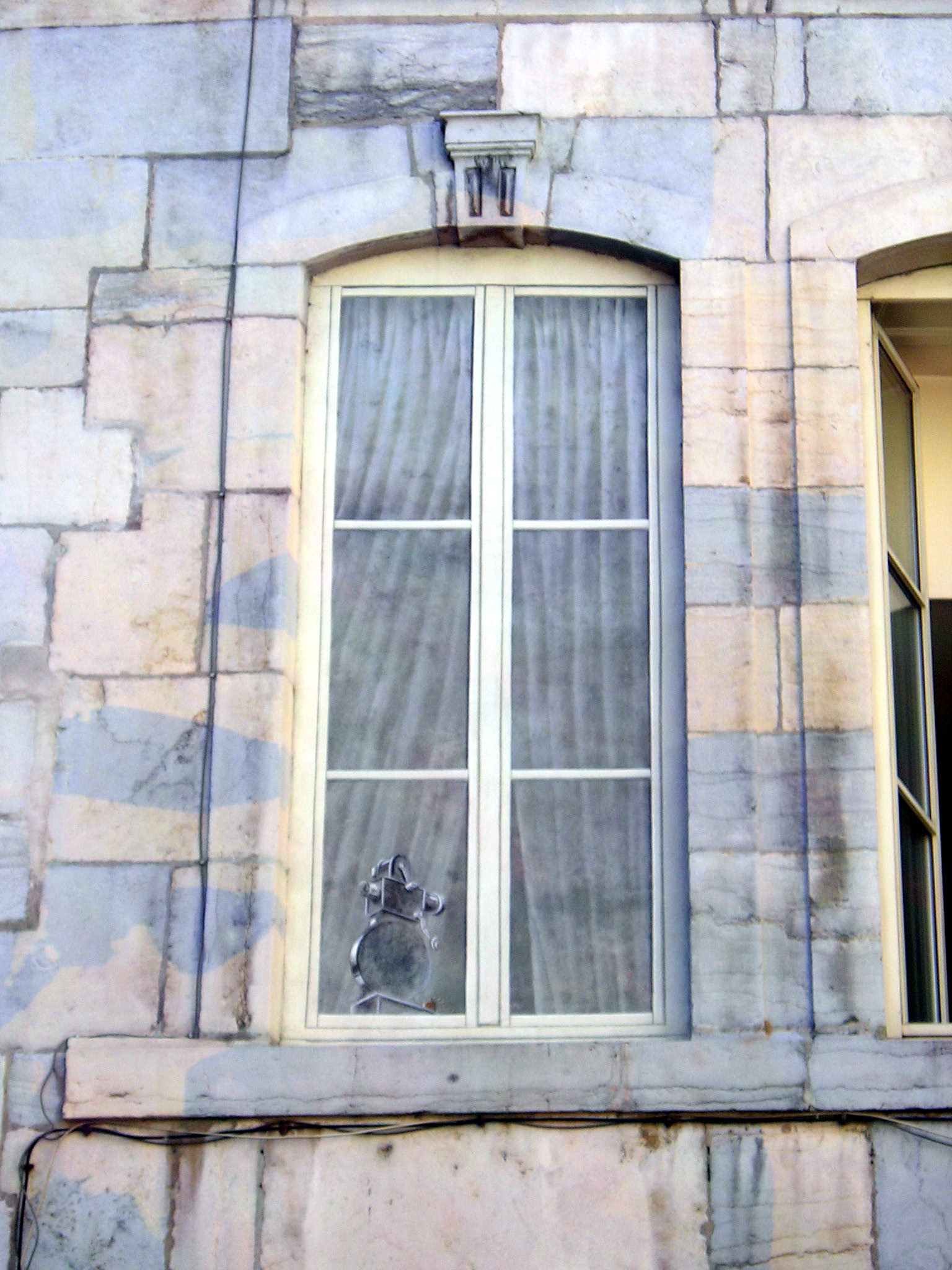
Trompe-l'œil des Frères Lumière

## Kiosques à musique
Kiosque de la promenade Granvelle (1884)
Kiosque du parc Micaud

## Galeries duXVIesiècleet escaliers
Galerie du Saint-Esprit
Galerie de l'Hôtel de Champagney
Galerie de l'Hôtel Jouffroy
Quelque 2 700 escaliers aux rampes en bois ou métalliques ont été recensés dont certains particulièrement ouvragés. Ils se situent dans des cours intérieures aux portails malheureusement fermés par des digicodes.

## Horloges et cadrans solaires

### Les cadrans solaires
Originellement leur rôle était utilitaire. De nos jours, ils ornementent les murs des maisons, voire des casernements.
Lycée Pasteur : sur la façade de la chapelle.
Hôtel de ville : sur bâtiment municipal face au Palais de justice.
Faculté de médecine : en face de l’Hôpital St Jacques.
Siège de l’université : rue Goudimel ; cadran moderne.
Faculté de lettres.
Palais Granvelle (2) : l’un d’eux se situe au- dessus de l’entrée de la brasserie de la promenade Granvelle.
Galerie du St Esprit.
Église de la Madeleine : sur le sol à l’intérieur de l’église.
Hôtel Boutoiset rue de la Convention.
Prebytère de Velotte.
Rue de Vesoul.
Rue du capitaine Faure.
Fort de Chaudanne (3) : sur le casernement.
Citadelle.
Esplanade des droits de l’homme.
Maison de quartier de Saint-Ferjeux.
Cente régional de documentation pédagogique, rue de Fusillés de la résistance.

### Les horloges
Horloge de la gare Viotte
Horloge de l'ancienne École Nationale d'Horlogerie
Horloge de la Synagogue
Horloge de l'ancien port fluvial
Horloge du casino
Horloge du musée des Beaux-Arts et d'Archéologie

## Autres
Carrousel de la place de la Révolution